# Kundai Maguranyanga
Kundai Leonard Maguranyanga (* 17. Mai 1998) ist ein simbabwischer Sprinter.

## Sportliche Laufbahn
Erste internationale Erfahrungen sammelte Kundai Maguranyanga 2017 bei den Juniorenafrikameisterschaften in Tlemcen, bei denen er im 200-Meter-Lauf in 21,11 s die Silbermedaille gewann und sich mit der simbabwischen 4-mal-100-Meter-Staffel in 40,64 s die Goldmedaille sicherte. 2019 nahm er erstmals an den Afrikaspielen in Rabat teil, schied dort aber über 200 Meter mit 21,47 s in der ersten Runde aus, während er mit der Staffel in 39,82 s den sechsten Platz belegte.

## Bestleistungen
- 100 Meter: 10,48 s (+1,9 m/s), 12. Mai 2019 in Terre Haute
  - 60 Meter (Halle): 6,73 s, 23. Februar 2019 in Cedar Falls
- 200 Meter: 20,67 s (+1,4 m/s), 13. Mai 2018 in Terre Haute
  - 200 Meter (Halle): 21,13 s, 2. Februar 2019 in Lincoln
  - 300 Meter (Halle): 33,52 s, 8. Dezember 2018 in Iowa City (afrikanische U20-Bestleistung)